# Людвіг Штуббендорфф
Людвіг Штуббендорфф ( Ludwig Stubbendorff; 24 лютого 1906, Дабель, Німецька імперія — 17 липня 1941, Бихов, БРСР) — німецький спортсмен-вершник, дворазовий олімпійський чемпіон, майор вермахту.

## Біографія
Син лісничого. Закінчив середню школу в місті Шверін. У 1930 році був направлений в кавалерійську школу Ганновера.
На Олімпійських іграх 1936 року в Берліні гауптман Штуббендорфф завоював золото в особистому та командному триборстві в сідлі Нурмі.
Станом на 10 травня 1940 року командував 1-м кінним артилерійським дивізіоном в 1-ї кавалерійської дивізії. Був убитий в бою з Червоною армією, під час битви на Дніпрі, в районі Никонович-Михайлов. Похований на німецькому кладовищі в Бихові, біля траси Могильов-Гомель.

## Нагороди
- 2 золоті медалі літніх Олімпійських ігор 1936
- Німецький кінний знак в золоті
- Медаль «За вислугу років у Вермахті» 4-го класу (4 років)
- Залізний хрест 2-го і 1-го класу
- Нагрудний знак «За поранення»